# Южная Лопья
Южная Лопья — река в России, протекает по Чердынскому району Пермского края. Устье реки находится в 109 км от устья Лопьи по правому берегу. Длина реки составляет 16 км.

## Данные водного реестра
По данным государственного водного реестра России относится к Камскому бассейновому округу, водохозяйственный участок реки — Кама от истока до водомерного поста у села Бондюг.
Речной подбассейн реки — бассейны притоков Камы до впадения Белой.
Речной бассейн реки — Кама.
Код объекта в государственном водном реестре — 10010100112111100003260.